# Irmgard von Witzleben
Irmgard Marie Elisabeth von Witzleben (* 17. Juli 1896 in Arnstadt; † 1944 in Ravensbrück) war eine deutsche Künstlerin.
Sie stammte aus dem Thüringer Uradelsgeschlecht von Witzleben und war das dritte Kind des Generalmajors Friedrich Karl von Witzleben. Als Schülerin von Emil Orlik malte sie unter anderem den preußischen Kronprinzen Wilhelm. Als Widerstandskämpferin gegen den Nationalsozialismus korrespondierte sie mit der Königin von Großbritannien. Als dieses Bemühen bekannt wurde, wurde sie verhaftet und 1944 im Konzentrationslager Ravensbrück hingerichtet.
An Irmgard von Witzleben erinnert die Von-Witzleben-Straße in Dormagen. Das Straßenschild ist mit einem erklärenden Zusatz versehen.